# Zatrephes miniata
Zatrephes miniata är en fjärilsart som beskrevs av Rothschild 1909. Zatrephes miniata ingår i släktet Zatrephes och familjen björnspinnare. Inga underarter finns listade i Catalogue of Life.